# Belame, Alur
Belame là một làng thuộc tehsil Alur, huyện Hassan, bang Karnataka, Ấn Độ.